# Translokation
Translokation, förflyttning/förflyttar = Flytta någon/något från plats "A" till plats "B"
Inom genetiken innebär translokation att delar av två kromosomer bryts av och byter plats med varandra. Då alla kromosomsegment finns i två uppsättningar kallas denna translokation för balanserad. En balanserad translokation påverkar i allmänhet inte hälsan för den som bär på den, men den utgör en risk i samband med könscellsbildningen då en obalanserad kromosomuppsättning kan uppkomma. En genetisk sjukdom som kan orsakas av translokation är monosomi 18p-syndromet.
Inom molekylärbiologin och biotekniken betyder translokation av ett protein att proteinet förflyttas genom ett membran till ett annat rum i eller utanför en cell.